# 陈君宾
陈君宾，南朝陈文帝之孙，鄱阳王陈伯山之子，隋朝温县令陈君范和唐朝淄州刺史陈君通的弟弟。隋、唐时期的官员。

## 生平
出身长城陈氏，仕隋为襄国太守。武德初年（618年），以襄国郡（今河北邢台）归款唐朝，封东阳公，唐朝改襄国郡为邢州，拜邢州刺史。二年，河北窦建德攻陷赵州、邢州，赵州刺史张志昂、邢州刺史陈君宾、河北道慰抚大使张道源等人被俘虏，窦建德欲杀之，其国子祭酒凌敬进言劝谏，乃得以活命。武德四年（621年）五月，窦建德在虎牢关之战中战败被擒，河北被唐军平定，陈君宾被任为洺州刺史，右武卫将军秦武通驻守洺州。七月，窦建德余部刘黑闼在贝州漳南起兵，唐朝山东道行台淮安王李神通、黎州总管李世勣相继战败，十二月，洺州被攻陷，陈君宾与守将秦武通、永年令程名振（永年是洺州州治所在地）弃城向西逃回长安。
贞观元年（627年），陈君宾累转邓州刺史。邓州境内经过战乱之后，百姓流离。君宾至才期月，皆来复业。二年，天下诸州并遭霜涝，君宾一境独免灾害。当年邓州府库多有储积，蒲、虞等州的百姓，都跑到邓州境内去谋生求食。次年唐太宗下诏褒奖，考绩录为第一，将他征入朝为太府少卿（太府寺掌赋税钱粮金帛货币等事务），转少府少监（少府监掌管百工技巧，各类珍藏的入库、出支用品管理）。九年，坐事除名。后起授虔州刺史（今江西赣州），卒于任上。

## 延伸阅读
[在维基数据编辑]
 《舊唐書·卷185上》，出自刘昫《舊唐書》